# Buttermühle

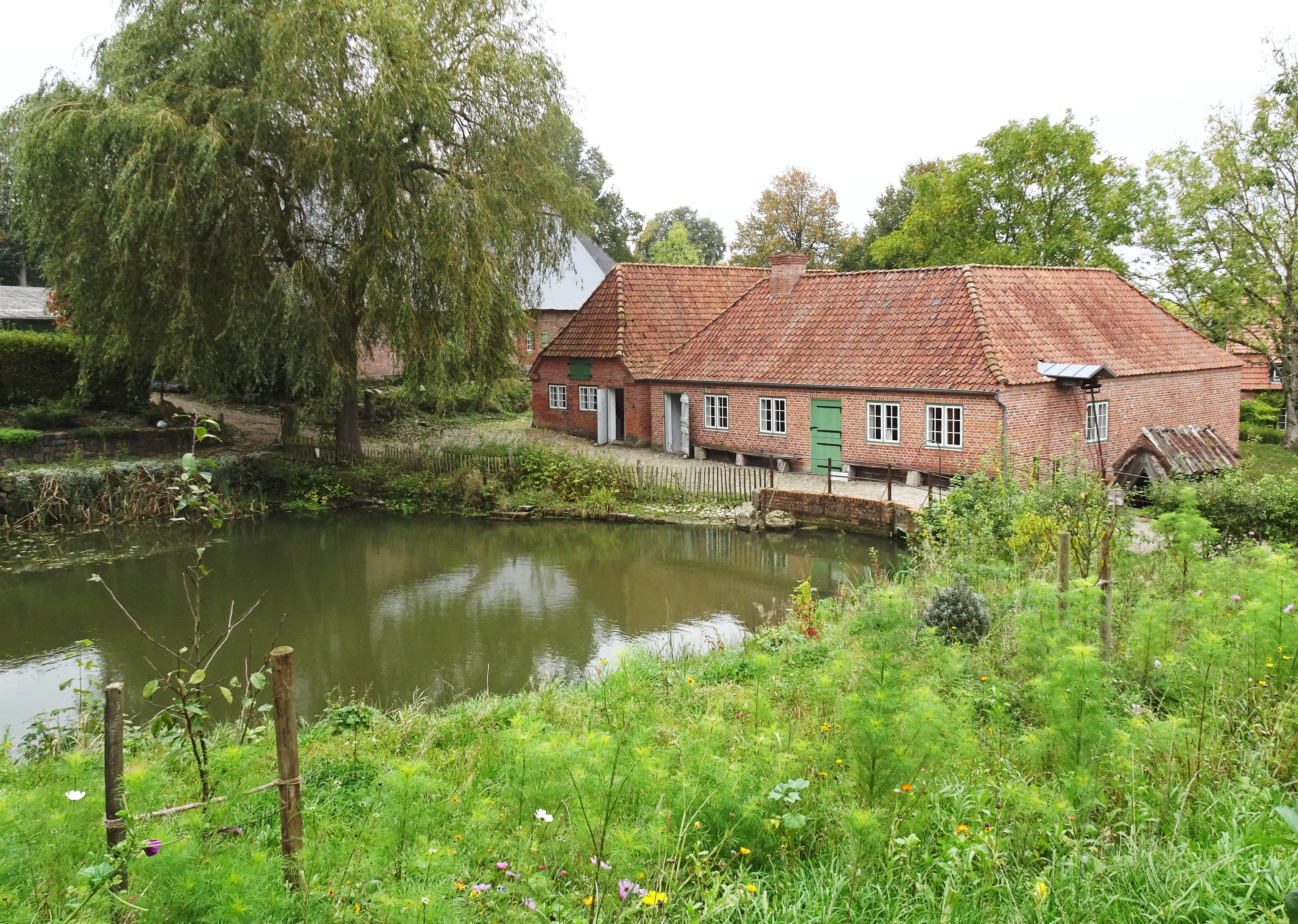
Die Buttermühle im Landschaftsmuseum Angeln.

Eine Buttermühle ist ein Gebäude, in dem meierei- und landwirtschaftliche Arbeiten durch Muskel-, Wasser- oder Windkraft betrieben wurden, um Butter herzustellen.
Die durch Muskelkraft betriebenen Buttermühlen wurden mit Tretmühlen angetrieben. Als Energielieferant diente z. B. ein Pferd, Butterpferd genannt, oder Hunde. Im Emsland wurde die Buttermühle auch Kernmühle genannt.

## Technik
Entweder wurden eine Rühreinrichtung (z. B. vierarmiges Flügelrad) in einem Butterfass oder das Butterfass durch Transmission angetrieben.

## Buttermühlen in Deutschland
- Buttermühle  Unterschwandorf (Kreis Calw), seit 1828 belegt[5]
- Buttermühle Langballig, Landschaftsmuseum Angeln
- Buttermühle Brehme, Einbau einer Turbine und Anlage eines Sammelteichs (1934–1938) und befindet sich im Grünen Band

## Malerei
- Buttermühle und Käserei, Ids Wiersma (1878–1965)